# Har Charbi
Har Charbi (hebrejsky: הר חרבי) je vrch o nadmořské výšce 208 metrů v severním Izraeli, v Dolní Galileji.
Leží cca 15 kilometrů východně od centra města Haifa. Má podobu z větší části zalesněného návrší, na jehož východním úpatí leží obec Adi. Nedaleko severního úbočí hory pak začíná zástavba města Šfar'am. Na jižní straně terén klesá směrem do soutěsky vádí Nachal Cipori, nad kterým stojí vesnice Ras Ali. Na západ od vrchu se terén postupně sklání do rovinatého Zebulunského údolí.